# Racket Club Open
O Racket Club Open é um torneio tênis, que fez parte da série ATP Challenger Tour, realizado em 2016, realizado em piso duro, em Buenos Aires, Argentina.

## Edições

### Simples
| Ano  | Campeão        | Finalista       | Placar   | Ref. |
| ---- | -------------- | --------------- | -------- | ---- |
| 2016 | Facundo Bagnis | Arthur De Greef | 6–3, 6–2 |      |

### Duplas
| Ano  | Campeões                       | Finalistas                      | Placar   | Ref. |
| ---- | ------------------------------ | ------------------------------- | -------- | ---- |
| 2016 | Facundo Bagnis Máximo González | Sergio Galdós Christian Lindell | 6–1, 6–2 |      |